# ليكفيو
ليكفيو (بالإنجليزية: Lakeview, Arkansas)‏ هي مدينة تقع في مقاطعة باكستر، أركنسو بولاية أركنساس في الولايات المتحدة. تبلغ مساحة هذه المدينة 3 (كم²)، وترتفع عن سطح البحر م، بلغ عدد سكانها 883 نسمة في عام 2010 حسب إحصاء مكتب تعداد الولايات المتحدة.

## التركيبة السكانية
حدّد مكتب تعداد الولايات المتحدة بيانات التركيبة السكانية لليكفيو في تعداد الولايات المتحدة. في ما يلي، التركيبة السكانية حسب تعدادي 2000 و2010.

### تعداد عام 2000
بلغ عدد سكان ليكفيو 763 نسمة بحسب تعداد عام 2000، وبلغ عدد الأسر 372 أسرة وعدد العائلات 253 عائلة مقيمة في المدينة. في حين سجلت الكثافة السكانية 283.6 نسمة لكل كيلومتر مربع (734.5/ميل2). وبلغ عدد الوحدات السكنية 426 وحدة بمتوسط كثافة قدره 158.4 لكل كيلومتر مربع (410.3/ميل2).
وتوزع التركيب العرقي للمدينة بنسبة 98.95% من البيض و0.39% من الأمريكيين الأصليين و0.52% من الأمريكيين ذوي الأصول الآسيوية و0.13% من الأعراق الأخرى و1.31% من الهسبانيون أو اللاتينيون من أي عرق.
بلغ عدد الأسر 372 أسرة كانت نسبة 14.8% منها لديها أطفال تحت سن الثامنة عشر تعيش معهم، وبلغت نسبة الأزواج القاطنين مع بعضهم البعض 64.2% من أصل المجموع الكلي للأسر، ونسبة 2.2% من الأسر كان لديها معيلات من الإناث دون وجود شريك،  بينما كانت نسبة 1.6% من الأسر لديها معيلون من الذكور دون وجود شريكة وكانت نسبة 32% من غير العائلات. تألفت نسبة 28.2% من أصل جميع الأسر من عدة أفراد يعيشون في نفس المنزل ونسبة 15.9% كانت تتألف من شخص يعيش بمفرده يبلغ من العمر 65 عاماً أو أكثر. وبلغ متوسط حجم الأسرة المعيشية 2.05، أما متوسط حجم العائلات فبلغ 2.45.
بلغ العمر الوسطي للسكان 59.5 عاماً. وكانت نسبة 13.6% من القاطنين تحت سن الثامنة عشر، وكانت نسبة 3.5% بين الثامنة عشر والرابعة والعشرين عاماً، ونسبة 14.3% كانت واقعةً في الفئة العمرية ما بين الخامسة والعشرين والرابعة والأربعين عاماً، ونسبة 30.4% كانت ما بين الخامسة والأربعين والرابعة والستين، ونسبة 38.1% كانت ضمن فئة الخامسة والستين عاماً فما فوق. يوجد لكل 100 أنثى 102.9 ذكر، ويوجد لكل 100 أنثى في الثامنة عشر من عمرها فما فوق 101.5 ذكر.
بلغ متوسط دخل الأسرة في المدينة 31,667 دولارًا، أما متوسط دخل العائلة فبلغ 38,482 دولارًا. وكان متوسط دخل الذكور 27,750 دولارًا مقابل 25,313 دولارًا للإناث. وسجل دخل الفرد الخاص بالمدينة 16,667 دولارًا. وكانت نسبة 7.9% من العائلات ونسبة 12.1% من السكان تحت خط الفقر، وكان من هؤلاء نسبة 21.2% تحت سن الثامنة عشر ونسبة 4.1% في الخامسة والستين من العمر وما فوق.

### تعداد عام 2010
بلغ عدد سكان ليكفيو 741 نسمة بحسب تعداد عام 2010، وبلغ عدد الأسر 380 أسرة وعدد العائلات 253 عائلة مقيمة في المدينة. في حين سجلت الكثافة السكانية 275.5 نسمة لكل كيلومتر مربع (713.5/ميل2). وبلغ عدد الوحدات السكنية 434 وحدة بمتوسط كثافة قدره 161.3 لكل كيلومتر مربع (417.8/ميل2).
وتوزع التركيب العرقي للمدينة بنسبة 98.11% من البيض و0.27% من الأمريكيين الأصليين و0.54% من الأمريكيين ذوي الأصول الآسيوية و0.27% من الأعراق الأخرى و0.81% من عرقين مختلطين أو أكثر و1.48% من الهسبانيون أو اللاتينيون من أي عرق.
بلغ عدد الأسر 380 أسرة كانت نسبة 8.4% منها لديها أطفال تحت سن الثامنة عشر تعيش معهم، وبلغت نسبة الأزواج القاطنين مع بعضهم البعض 61.6% من أصل المجموع الكلي للأسر، ونسبة 3.4% من الأسر كان لديها معيلات من الإناث دون وجود شريك،  بينما كانت نسبة 1.6% من الأسر لديها معيلون من الذكور دون وجود شريكة وكانت نسبة 33.4% من غير العائلات. تألفت نسبة 28.2% من أصل جميع الأسر من عدة أفراد يعيشون في نفس المنزل ونسبة 15.5% كانت تتألف من شخص يعيش بمفرده يبلغ من العمر 65 عاماً أو أكثر. وبلغ متوسط حجم الأسرة المعيشية 1.95، أما متوسط حجم العائلات فبلغ 2.33.
بلغ العمر الوسطي للسكان 63.3 عاماً. وكانت نسبة 7.6% من القاطنين تحت سن الثامنة عشر، وكانت نسبة 4.2% بين الثامنة عشر والرابعة والعشرين عاماً، ونسبة 9% كانت واقعةً في الفئة العمرية ما بين الخامسة والعشرين والرابعة والأربعين عاماً، ونسبة 34.1% كانت ما بين الخامسة والأربعين والرابعة والستين، ونسبة 45.1% كانت ضمن فئة الخامسة والستين عاماً فما فوق. وتوزع التركيب الجنسي للسكان بنسبة 50.3% ذكور و49.7% إناث.

## أعلام
- ريد إيفانز

## وصلات خارجية
- The US50 - Cities and Towns in Arkansas State
- 2012 United States Census Estimate